# Henri Victor Tournaillon
Henri Victor Tournaillon est un organiste et compositeur français, né à Beaugency le 11 mars 1832 et mort à Orléans le 20 octobre 1887.

## Biographie
Son père, Jean-Augustin, « marchand de mode », était né le 15 octobre 1793 à Beaugency. Son grand-père, Jacques, né vers 1747, était boisselier. L'enfant, mal-voyant, entra à l'INJA (Institut National des Jeunes Aveugles), à Paris, le 16 novembre 1843.
Son infirmité contribua certainement à orienter sa destinée vers la musique et vers l’orgue. Néanmoins, dans un document daté de 1827, on trouve déjà le nom d'un Tournaillon comme accordeur de l'orgue, à l'abbatiale Notre-Dame de Beaugency. Il pouvait bien s'agir de son père ou d'un autre membre de sa famille.
À l'INJA, Henri fut l’élève de l'organiste Marius Gueit (Hyères, 1808-Paris, 1862). Il étudia plus tard au Conservatoire national supérieur de musique de Paris, notamment le piano avec Antoine-François Marmontel et la composition avec Fromental Halévy. En 1852, il sera d’abord nommé à l’église Saint-Paul d’Orléans. En 1869, l’évêque d’Orléans, Dupanloup, l’appellera pour occuper, à la cathédrale Sainte-Croix, le poste qu'il conservera jusqu'à sa mort. Jules Brosset, organiste à Blois et musicographe, fut un de ses élèves et lui consacra une étude dès 1888.
Auteur de nombreuses compositions musicales, Tournaillon est surtout connu pour ses Litanies de la Sainte Vierge (1856) et deux autres recueils de pièces pour orgue intitulé Devant Dieu (1877, 1882-1883). Outre un Concerto pour piano et orchestre, on lui doit aussi une Grande Messe solennelle, exécutée en 1866 par près de 800 chanteurs et un orchestre nombreux : les fêtes de la Révolution française avaient donné le ton ; d’autres musiques avaient suivi, dont celles d’Hector Berlioz (le Requiem en 1837, le Te Deum en 1855). L’Église orléanaise ne faisait que se laisser séduire par cette tendance à la solennité monumentale… Il faut préciser que la cérémonie de 1866 avait été organisée au profit des victimes d’une des plus graves inondations de la Loire que le XIXe siècle a connues. La musique et l’enseignement musical (religieux ou non) avaient su prendre leur essor, à Orléans, ce qui permit cette action de solidarité.
Dans l’Avertissement qui précède son recueil pour orgue intitulé Devant Dieu (1877), Tournaillon écrit : « Les formes mondaines et sensuelles […] rapetissent le genre et sont indignes de la majesté de nos cérémonies sacrées ». Il ne semble pas que l'organiste Louis James Alfred Lefébure-Wély ait été visé : Tournaillon appréciait cet auteur talentueux bien que contestable.
En 1880, la cathédrale Sainte-Croix d'Orléans inaugura son grand orgue de tribune, entièrement rénové et transformé par le fameux facteur romantique Aristide Cavaillé-Coll. Henri Tournaillon, qui avait été à l'origine de ces travaux, marqua l'événement en publiant une étude sur l'instrument.

## Œuvres (publiées pour la plupart du vivant de l'auteur)
. Une liste (non exhaustive) des partitions de Tournaillon apparaît au dos de L'orgue au village. Une grande partie des partions localisées est conservée à la BnF.
ORGUE :
- Devant Dieu, Recueil de Morceaux pour l’Orgue d’un caractère religieux, Paris, E. Repos, Orléans, Chez l’Auteur, s. d. (1877), 77 p. Deuxième recueil : 1884, in-folio. Localisations : Paris, Université de la Sorbonne, Bibliothèque Michelet (éd. 1877). Cote : G5.15 ; Paris, BnF (éd. 1877 et 1884). Ouvrage également conservé à la British Library (H.2723).
  - Recueil « divisé en séries de 6 livraisons chacune ». Paris. BnF : Séries 1. 2. 3. Manque le no 4 de la 3e série.
- L'orgue au village... Recueil de pièces très faciles et d'un caractère religieux… en 24 livraisons… paraissant le 1er et le 15 de chaque mois..., Orléans, L'Auteur, Paris, Joly, [1883], 24 vol. (8 fascicules in-fol. : 1re, 2°, 4°-7°, 9° et 10° livraisons). Localisation : Paris. BnF.
  - 1re livraison seulement, 6 p., s. d. [1884]. Dédicace : « A mes élèves de l'École normale ». Contient : Entrée / Offertoire / Élévation / Communion / Sortie (Marche). Localisation : Orléans. Archives municipales. GF 295
- 6 Pensées religieuses faciles pour Orgue ou Harmonium, Paris, Dewingle (impr. Langlet), s. d. (XIXe s.), 5 p. Localisation : BnF.

- Un Offertoire et cinq antiennes pour Magnificat, pour orgue ou harmonium…, Paris, Fleury, [1855], in-fol., 5 p.
- 100 Versets courts et faciles, dans tous les tons les plus usités, pour orgue ou harmonium, en deux suites, Paris, Henry, [1858], in-fol.
- Adorations et Louanges. 20 morceaux pour l'orgue (Offertoires, Élévations, Communions, Sorties, etc.), Paris, Benoit aîné, [1870], in-fol. oblong.
- 3 Messes faciles, « (15 morceaux) », pour orgue ou harmonium…, Paris, P. Pégiel, [1872], in-fol. (rééd. Paris, Durand, Schoenewerk, [1880], in-fol.).
- 4 Offertoires et 4 Élévations. no 18 de l’Arène des organistes

- Réédition : Offertoire, in : « Hommage à Aristide Cavaillé-Coll. Compositions pour orgue dédiées au célèbre facteur d'orgues français », Supplément à  « La Flûte Harmonique », année 1992, no 63/64.

ORGUE EXPRESSIF (harmonium) :
- Chant matinal du pâtre. Pastorale et prière, Paris, Alexandre, [1865], in-fol., 5 p.
- L'Organiste rural. Méthode d'orgue et d'harmonisation du Plain-chant, Paris, E. Repos, [1866], In-8°, 80 p.
- 3 Récréations. À ma sœur Emma.

PIANO :
- Il Ramo di mirto. Rêverie pour piano, op. 2, Paris, Joly, [1852], in-fol., 5 p.
- 1er Nocturne pour piano, Paris, Fleury, [1856], in-fol., 7 p.
- Petite fantaisie facile [pour piano] sur la romance d'Adrien Gros. Un cœur à deux, Paris, Fleury, [1857], in-fol., 5 p.
- Dans les montagnes. Pastorale (« petite moyenne force »), Paris, Benoit, [1864], in-fol., 5 p.
- La Gitana. Boléro facile, Paris, Benoit ainé, [1865], in-fol., 5 p.
- Larmes et sourires. Étude expressive pour le piano. Op. 50, Paris, Albert Molvany de Tomaszewicz, [1870], in-fol., 5 p. Localisations : Paris. BnF ; Madrid. Biblioteca nacional.
- Pavane pour piano, Paris, Egrot, [1885], in-fol., 3 p.

CHANT :
- Les Adieux de Marie-Antoinette. Scène pour mezzo-soprano, poésie de Léon Testu, dédiée à Mme Pauline Viardot, Paris, Benoit aîné, [1864], in-fol.
- Ghazel arabe. Mélodie orientale, traduite par A[ugus]te[-Nicolas] Seguin, dédiée à Mme Carvalho-Miolan, Paris, Benoit aîné, [1864], in-fol.
- Souvenirs de gloire et d'amour. Scène lyrique pour voix de basse chantante avec accompagnement de piano ou orchestre, poésie de Léon Advier, dédiée à Mme Faure (de l'Opéra), Paris, P. Pégiel, [1872], in-fol.
- Je vous ai vue Enfant. Sonnet d'Alfred de Musset dédié à Mme Bataille (Montbelli), Paris, au Ménestrel, [1875], in-fol.
- La Vie d'une poupée. Récit, racontée par elle-même. Paroles d'Edmond Potier, Paris, E. Mennesson, [1881], in-fol.
- Un « Ave » à la Madone. Mélodie.
- Méthode de Solfège. 2e partie de l’Organiste rural.
- L'Heure du frisson. Paroles de Georges Millandy, musique de H.-P. Tournaillon, Paris, M. Vieu, [1908], in-fol.

CHANTS SACRÉS :
- Ave verum. Solo, pour soprano ou ténor, Paris, Régnier-Canaux, [1858], in-fol.
- Magnificat solennel, à 4 voix et soli
- Litanies de la Sainte Vierge, chœur à 4 voix avec soli et accompagnement d'orgue et contrebasse, Paris, Fleury, [1857], in-fol.
- Motets à l'unisson, extraits de l’Organiste rural
- Noël à 4 voix et hautbois obligé.
- 30 Motets, pour 2, 3 et 4 voix égales.
  - Dont : Ecce panis, à 3 voix
    - no 55 de : La Voix du sanctuaire, ou Recueil de messes, antiennes et motets pour voix égales (dans : IIIe Partie. Saluts), Soissons, Lithographie et autographie de Ch. F. Fossé-Darcosse, 1868, 224-43 p. Recueil précédé d'un Avertissement. Localisation : BnF
- Cantique pour Notre Saint Père le Pape.